# Guerra romano-parta de 58–63
Guerra romano-parta de 58–63 foi uma guerra travada entre as forças do Império Romano e do Império Parta sobre o controle do Reino da Armênia, um estado-tampão vital entre os dois impérios. A Armênia era um estado cliente romano desde a época do imperador Augusto, mas, em 52-3, os partas conseguiram instalar seu próprio candidato no trono armênio, Tirídates.
Estes eventos coincidiram com a ascensão de Nero ao trono imperial em Roma e o jovem imperador resolveu reagir com vigor. A guerra, que foi a única grande campanha militar de seu reinado, começou com um rápido sucesso para as forças romanas, lideradas pelo habilidoso Cneu Domício Córbulo. Ele venceu as forças leais a Tirídates, instalou seu próprio candidato, Tigranes VI e partiu. Os romanos tiveram sorte, pois o xá, Vologases I, estava ocupando tentando sufocar uma revolta na Hircânia, em seu próprio império. Tão logo ele resolveu a situação por lá, os partas voltaram sua atenção para a Armênia e, depois de dois anos de campanhas inconclusivas, conseguiram infligir uma dura derrota sobre os romanos na Batalha de Randeia.
O conflito terminou logo depois num beco sem saída e numa solução de compromisso para ambas as partes: o príncipe persa, de linhagem arsácida, seria o novo rei da Armênia, mas sua nomeação deveria ser aprovada pelo imperador romano. Este conflito foi o primeiro confronto direto entre partas e romanos desde a desastrosa expedição de Crasso e da campanha parta de Marco Antônio, um século antes, e seria a primeira de uma longa série de guerras entre romanos e iranianos sobre o controle da Armênia (veja Guerras romano-persas).

## Contexto
Desde o primeiro contato entre a República Romana e o Império Parta, em meados do século I, houve fricção entre os dois grandes poderes da época sobre o controle dos diversos estados menores que ficavam na região entre eles. O maior e mais importante deles era o Reino da Armênia. Em 20 a.C., Augusto conseguiu estabelecer um protetorado romano sobre o país, patrocinando a ascensão de Tigranes III. A influência romana foi assegurada através de uma série de reis patrocinados até 37 d.C., quando um candidato apoiado pelos partas, Orodes, assumiu o trono. O rei apoiado pelos romanos, Mitrídates, recuperou o trono com o apoio de Cláudio em 42, mas foi deposto em 51 por seus sobrinho, Radamisto, da Ibéria. Seu reinado rapidamente se tornou impopular, abrindo uma oportunidade para o recém-coroado rei Vologases I intervir. Suas forças rapidamente conquistaram as duas capitais da Armênia, Artaxata e Tigranocerta, e colocaram seu jovem irmão, Tirídates no trono. A chegada de um duro inverno e a irrupção de uma epidemia forçaram o recuo das tropas partas, o que deu espaço para Radamisto retomar o controle do país. Seu comportamento com seus súditos, porém, tornou-se pior do que antes e a população se revoltou. Assim, em 54, Radamisto fugiu para a corte de seu pai, na Ibéria, e Tirídates foi re-estabelecido como rei da Armênia.
No mesmo ano, em Roma, o imperador Cláudio morreu e foi sucedido por seu enteado Nero. O controle parta sobre uma área considerada como zona de influência romana preocupava a liderança imperial e era amplamente considerada como send um teste para as habilidades do novo imperador. Nero reagiu com vigor, nomeando Cneu Domício Córbulo, um general que já havia se destacado na Germânia e que servia na época como governador da Ásia, o comandante supremo no oriente.

## Preparativos e manobras diplomáticas
Córbulo recebeu o controle sobre duas províncias, a Capadócia e a Galácia (ambas na moderna Turquia central), com autoridade propretorial e, depois, proconsular (imperium). Embora a Galácia fosse considerada um bom lugar para o recrutamento de novas tropas e a Capadócia fosse capaz de fornecer algumas poucas unidades auxiliares, o grosso de seu exército veio da Síria, onde metade da guarnição de quatro legiões e diversas unidades auxiliares foi transferida para seu comando.
Inicialmente, os romanos esperavam resolver a situação por meios diplomáticos: Córbulo e Umídio Quadrado, o governador da Síria, enviaram embaixadas a Vologases propondo que ele entregasse reféns, como era costumeiro nas negociações da época como forma de garantir a boa fé. Vologases, preocupado com a revolta de seu filho Vardanes, que fez com que ele tivesse que retirar suas forças da Armênia, rapidamente concordou. Seguiu-se então um período de inquieta inatividade, com tema da Armênia suspenso sem solução. Córbulo recolocou suas tropas em forma e as preparou para o combate depois de uma longa inatividade na pacífica fronteira do oriente. Segundo Tácito, Córbulo dispensou os velhos e doentes, manteve o exército inteiro acampado em barracas durante o duro inverno do platô Anatólico para aclimatá-las às neves da Armênia e aplicou uma disciplina estrita, punindo desertores com a morte. Durante todo este período, ele teve o cuidado de dividir as agruras com seus homens, estando sempre presente entre as tropas.
Neste meio tempo, Tirídates, apoiado por seu irmão, se recusou a ir a Roma e chegou a se envolver em operações contra armênios que ele considerava leais demais a Roma. As tensões foram se acumulando e, finalmente, no início da primavera de 58, a guerra começou.

## Início da guerra — Ofensiva romana

Mapa da região em, antes do início da guerra

Córbulo havia instalado um grande número de suas tropas auxiliares em uma linha de fortes perto da fronteira armênia sob a liderança de um antigo primipilo, Pácio Órfito. Desobedecendo as ordens de Córbulo, Pácio utilizou algumas das recém-chegadas alas da cavalaria romana para realizar uma campanha contra os armênios, que pareciam despreparados. O raide falhou e as tropas recuando chegaram a espalhar o pânico entre as guarnições dos demais fortes. Foi um início pouco auspicioso para uma campanha e Córbulo puniu com severidade os sobreviventes e seus comandantes.
Tendo treinado com seu exército por dois anos, Córbulo, apesar do fracasso inicial, estava pronto. Ele tinha três legiões à sua disposição (III Gallica e VI Ferrata, da Síria, e a IV Scythica), com numerosas unidades auxiliares e contingentes aliados de reis clientes como Aristóbulo da Armênia Menor e Pôlemon II do Ponto. A situação era, portanto, claramente favorável aos romanos: Vologases enfrentava uma séria revolta entre os hircanianos na região do mar Cáspio e incursões dos nômades daas e sacas da Ásia Central, o que o deixou impossibilitado de ajudar o irmão.
A guerra até então não passava de uma série de escaramuças ao longo da fronteira romano-armênia. Córbulo tentou proteger os assentamentos armênios pró-romanos e, simultaneamente, retaliou contra os que apoiavam os partas. Dado que Tirídates evitava o confronto direto, Córbulo dividiu suas forças para poder atacar vários locais simultaneamente e instruiu seus aliados, os reis Antíoco IV de Comagena e Farasmanes I da Ibéria, a atacar a Armênia a partir de seus próprios territórios. Além disso, uma aliança foi firmada com os muški, uma tribo que vivia no noroeste da Armênia.
Tirídates reagiu enviando emissários para perguntar por que estava sob ataque mesmo tendo fornecido os reféns. Córbulo reiterou a exigência de que ele fosse até Roma para ter sua coroa reconhecida por Nero. Finalmente, os dois lados concordaram em se encontrar. Tirídates anunciou que levaria 1 000 homens ao encontro, implicando que Córbulo deveria levar a mesma quantidade "de forma pacífica, sem armaduras e elmos". Tácito sugere que Tirídates pretendia sobrepujar os romanos, pois a cavalaria parta seria muito superior a um igual número de legionários romanos em qualquer situação. Seja como for, numa clara demonstração de força, Córbulo decidiu levar consigo grande parte de sua força, não apenas da VI Ferrata, mas também 3 000 homens da III Gallica e tropas auxiliares. Tirídates apareceu no lugar combinado, mas, vendo os romanos totalmente preparados para o combate, desconfiou de suas intenções, afastou-se e fugiu durante a noite. Tirídates então passou a utilizar a mesma tática utilizada com sucesso um século antes contra a as tropas de Marco Antônio: passou a atacar as linhas de suprimento do exército romano, que se estendiam através das montanhas até Trapezo (moderna Trabzon), na costa do mar Negro. Ele fracassou, pois os romanos tiveram o cuidado de proteger as rotas pelas montanhas com uma série de fortes.

### Queda de Artaxata
Córbulo então decidiu atacar diretamente as principais fortalezas de Tirídates. Elas não eram apenas instrumentais para o controle da região e fontes de receitas e soldados, mas uma ameaça a elas poderia forçar Tirídates a arriscar uma batalha direta, uma vez que, nas palavras do historiador A. Goldsworthy, "um rei que não consegui defender as comunidades leais a si [...] perdia prestígio". Córbulo e seus subordinados conseguiram tomar três destes fortes, incluindo Volando, "a mais poderosa de todas naquela província" segundo Tácito, em um dia e com pouquíssimas baixas, massacrando suas guarnições. Aterrorizadas com esta demonstração de poder, diversas cidades e vilas se renderam e os romanos se prepararam para marchar contra a capital setentrional da Armênia, Artaxata.
Este movimento forçou Tirídates a confrontar os romanos com seu exército antes que chegassem à cidade. A força romana, reforçada por um vexillatio da X Fretensis, marchou em quadrado oco, com as legiões apoiadas por cavaleiros auxiliares e arqueiros a pé. Os soldados romanos estavam sob ordens estritas de não quebrarem a formação e, apesar dos repetidos ataques e falsos recuos pelos arqueiros montados partas, a infantaria se manteve junta até o anoitecer. Durante a noite, Tirídates recuou seu exército e abandonou sua capital; seus habitantes imediatamente se renderes e receberam permissão para partir sem serem incomodados, mas a cidade foi incendiada para que importantes recursos necessários para o resto da campanha não fossem desperdiçados guardando-a.

### Queda de Tigranocerta

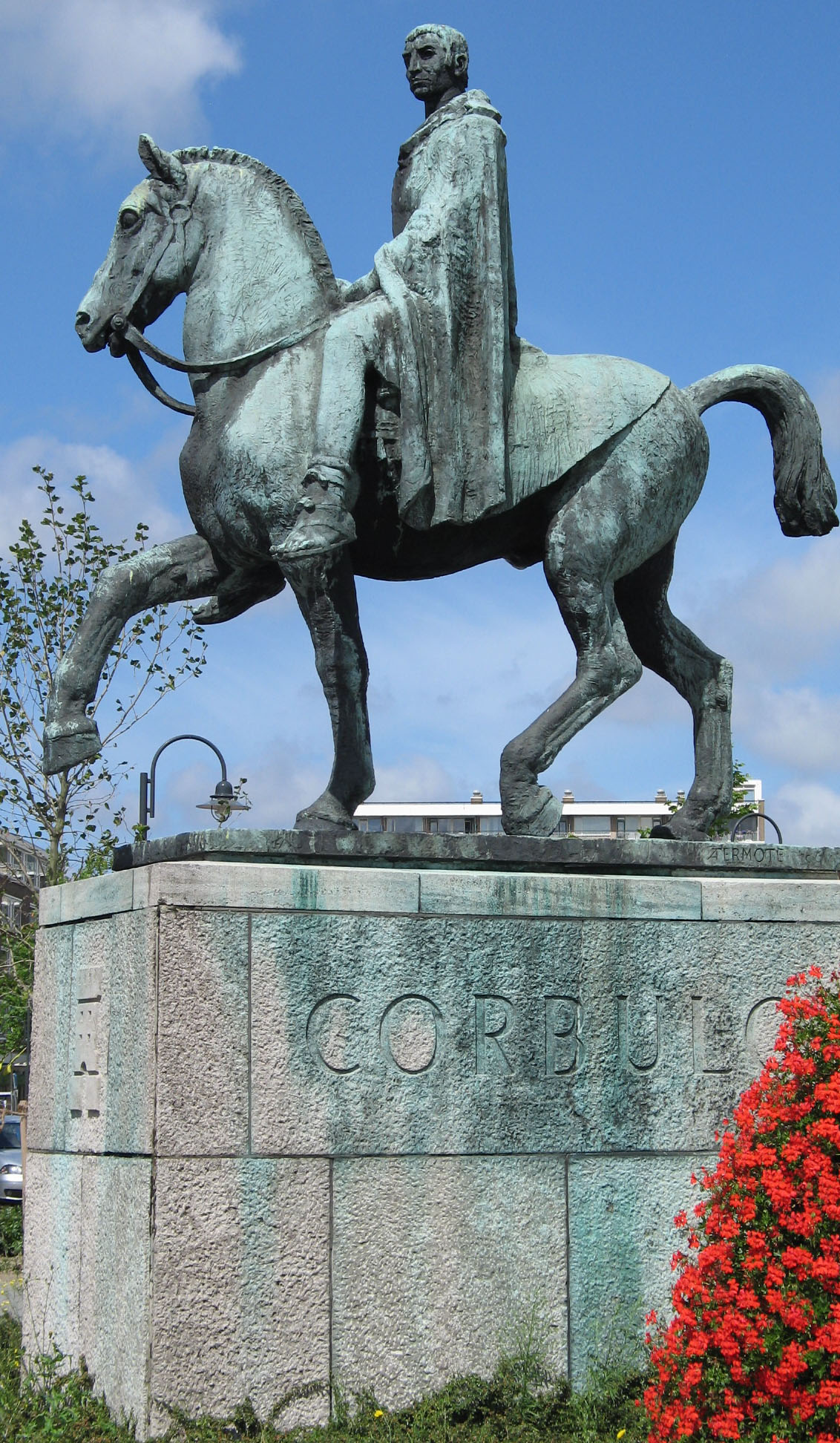
Estátua de Cneu Domício Córbulo, o principal herói da campanha parta do século I, mas que acabou cometendo suicídio depois de ter sido condenado à morte por Nero, que temia seu prestígio e influência.

Em 59, os romanos marcharam para o sul, na direção de Tigranocerta, a segunda capital Armênia. No caminho, os homens de Córbulo puniram todos os que resistiam ou se escondiam, dispensando misericórdia apenas aos que se rendiam. No duro e seco terreno do norte da Mesopotâmia, o exército sofreu com a falta de recursos, principalmente água, até chegarem nas férteis regiões próximas a Tigranocerta. Nesta época, um complô para assassinar Córbulo foi descoberto e aniquilado. Diversos nobres armênios que haviam se juntado ao acampamento romano foram implicados e executados. Segundo uma história contada por Frontino, quando o exército romano chegou em Tigranocerta, a cabeça cortada de um dos conspiradores foi lançada para dentro da cidade. Por acaso, ela caiu justamente onde o conselho estava reunido; eles imediatamente decidiram render a cidade, que foi, por isso, poupada. Logo depois, uma tentativa do exército parta, liderado por Vologases, de invadir a Armênia foi repelida por Verulano Severo, o comandante dos auxiliares.
Toda a Armênia estava sob controle romano e eles rapidamente instalaram seu novo rei, Tigranes VI, o último descendente da casa real capadócia, em Tigranocerta. Algumas regiões limítrofes na Armênia ocidental foram cedidas aos estados clientes romanos como compensações de guerra. Córbulo deixou 1 000 legionários, três coortes auxiliares e duas alas de cavalaria (c. 3-4 000 homens) para trás para apoiar o novo monarca e se retirou com o resto do exército para a Síria, cujo governo ele assumiu (em 60) como recompensa pelo seu sucesso.

## Contra-ataque parta
Os romanos estavam cientes de que sua vitória era muito frágil e que, assim que o xá terminasse de lidar com a revolta na Hircânia, ele voltaria sua atenção para a situação na Armênia. Apesar da relutância de Vologases de arriscar um conflito aberto com Roma, no final ele acabou forçado a agir quando Tigranes atacou a província parta de Adiabene em 61. Os protestos furiosos de seu governador, Monobas, e suas súplicas por proteção não podiam ser ignorados por Vologases, cujo prestígio e autoridade estavam em jogo. Ele rapidamente firmou um tratado com os hircânios e finalmente se viu livre para uma campanha contra Roma, para a qual convocou uma assembleia de nobres de seu império. Lá, ele reafirmou publicamente a posição de Tirídates como rei da Armênia ao coroá-lo com um diadema. Para conseguir reinstalar seu irmão no trono armênio, o xá reuniu uma força de cavalaria sob o comando de Moneses complementada por uma infantaria de Adiabene.
Para enfrentá-lo, Córbulo enviou a IV Scythica e a XII Fulminata para a Armênia e espalhou as três outras legiões sob seu comando (III Gallica, VI Ferrata e XV Apollinaris) pela fronteira do rio Eufrates, pois temia que os partas pudessem invadir a Síria. Em paralelo, ele requisitou a Nero que nomeasse um legado separado para a Capadócia, com a responsabilidade de levar a guerra à própria Armênia.

### Cerco parta de Tigranocerta
Enquanto isso, Moneses invadiu a Armênia e se aproximou de Tigranocerta. Tigranes teve o cuidado de reunir suprimentos e a cidade estava bem fortificada e bem guarnecida por romanos e armênios. O cerco foi realizado principalmente por um contingente de Adiabene enquanto os partas, notórios cavaleiros, não sabiam e nem queriam participar de cercos. O assalto parta fracassou e foi repelido com diversas baixas por uma surtida romana. Neste momento, Córbulo enviou um emissário a Vologases, que estava acampado com sua corte em Nísibis, perto de Tigranocerta e da fronteira romano-parta. O cerco fracassado e a escassez de folhagem para alimentar seus cavalos forçaram Vologases a concordar com a retirada de Moneses da Armênia. Os romanos também deixaram a Armênia, o que, segundo Tácito, levantou suspeitas sobre os reais motivos de Córbulo: rumores davam conta que ele havia acordado uma retirada mútua com os partas e que ele não estava disposto a arriscar sua reputação reiniciando as hostilidades. Seja como for, uma trégua foi acordada e uma embaixada parta seguiu para Roma. As negociações fracassaram e a guerra recomeçou na primavera de 62.
Neste ínterim, o novo legado para a Capadócia pedido por Córbulo chegou: Lúcio Cesênio Peto, o cônsul do ano anterior (61). O exército foi dividido entre ele e Córbulo, com a IV Scythica, XII Fulminata, a recém-chegada V Macedonica e os auxiliares do Ponto, Galácia e Capadócia ficando sob o comando de Peto enquanto Córbulo manteve a III Gallica, VI Ferrata e X Fretensis. Por causa da busca incessante pela glória pessoal típica da sociedade romana da época, a relação entre os dois comandantes foi difícil desde o começo. É notável que Córbulo tenha mantido consigo as legiões que havia liderado nos anos anteriores e deixado para o colega, que era o responsável pela campanha principal, as unidades mais inexperientes. A força romana total reunida contra os partas era, de toda forma, considerável: apenas as seis legiões totalizavam 30 000 soldados. O número exato e a disposição das unidades auxiliares é incerta, mas havia sete alas de cavalaria e sete coortes de infantaria apenas na Síria, o que totalizava entre sete e nove mil soldados.

### Batalha de Randeia

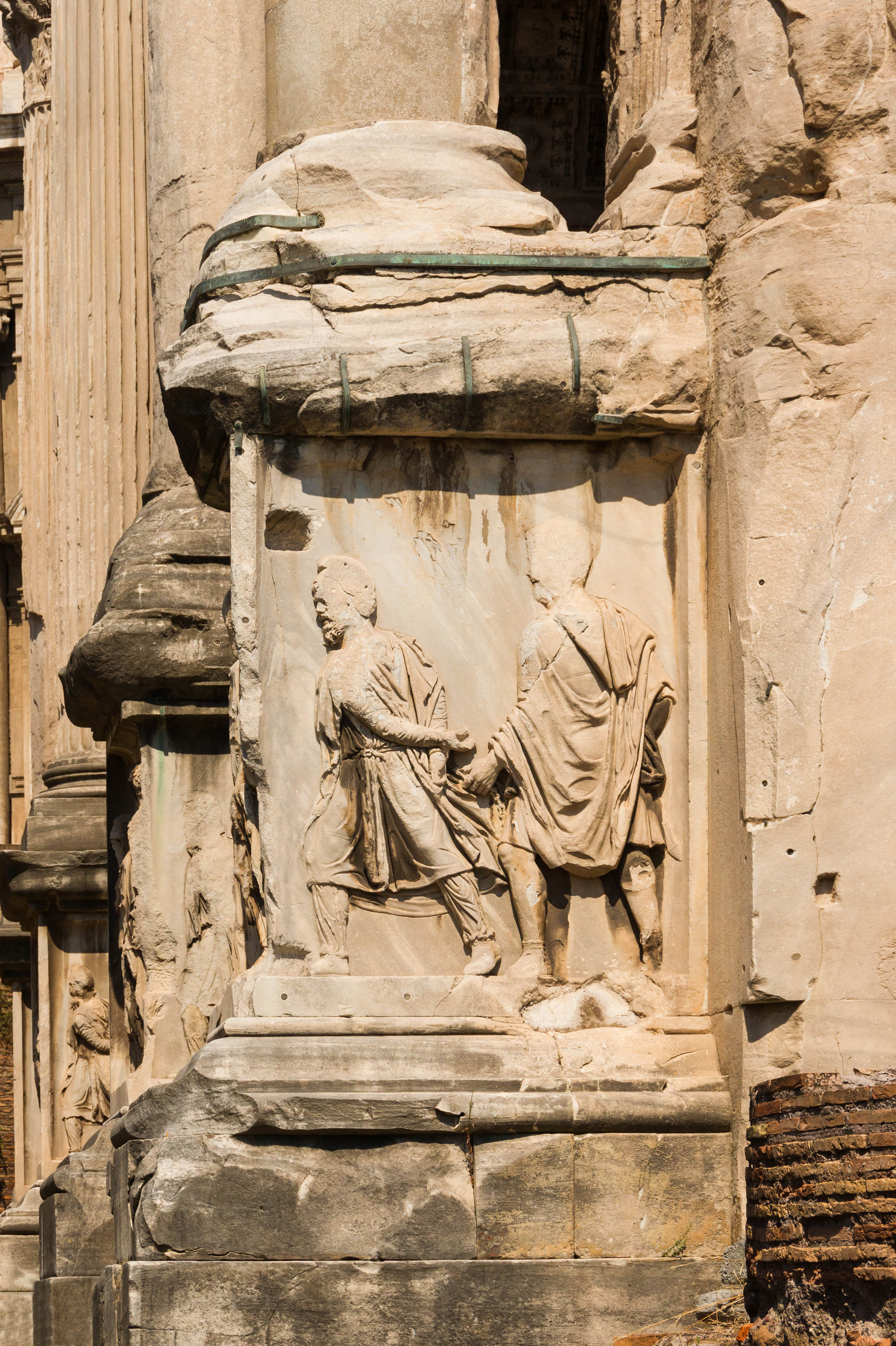
Prisioneiro parta num relevo no Arco de Sétimo Severo, no Fórum Romano.

Confiante na vitória, Peto respondeu à declaração de guerra parta e captura de Tigranocerta invadindo a Armênia enquanto Cóbulo permanecia na Síria cuidando da fronteira do Eufrates. Peto tinha apenas duas legiões consigo, a IV Scythica e a XII Fulminata, e avançou em direção a Tigranocerta tomando algumas fortalezas menores no caminho, mas logo a falta de suprimentos forçou seu recuo para o oeste para passar o inverno.
Os partas pretendiam inicialmente invadir a Síria, mas Córbulo montou uma poderosa e convincente demonstração de força militar, construindo uma forte flotilha de navios equipados com catapultas e uma ponte sobre o Eufrates, que lhe permitia criar rapidamente uma cabeça-de-ponte na margem parta. Os partas abandonaram seus planos na Síria e se voltaram com força total para a Armênia. Lá, Peto havia dispersado suas forças e concedido prolongadas folgas para seus oficiais e os romanos foram pegos de surpresa pelo avanço parta. Ao saber dele, Peto inicialmente avançou para dar combate a Vologases, mas, depois que uma unidade de reconhecimento foi derrotada, ele se apavorou e iniciou uma retirada apressada. Peto enviou sua esposa e filho para a segurança da fortaleza de Arsamósata e tentou bloquear o avanço parta ocupando os passos dos montes Tauro com destacamentos de seu exército. Ao fazê-lo, porém, enfraqueceu ainda mais suas forças, que foram derrotadas pelos partas. O moral dos romanos despencou e o pânico se espalhou pelo exército, que agora se via cercado por uma série de castros apressadamente construídos em Randeia (em latim: Rhandeia). Peto, que parece ter sucumbido ao desespero e apatia, enviou mensagens urgentes para que Córbulo viesse resgatá-lo.
Córbulo, neste meio tempo, parece ter tido conhecimento do perigo que enfrentava seu colega e colocou parte de suas forças de prontidão; mas ele não marchou para ajudar Peto e alguns o acusaram de atrasar a ordem para aumentar a glória do resgate. Seja como for, quando os pedidos de ajuda chegaram, ele respondeu rapidamente e marchou com metade do exército sírio, levando consigo muitas provisões em camelos. Ele logo encontrou membros perdidos do exército de Peto e conseguiu reuni-los à sua força. Mas antes de conseguir chegar, Peto capitulou: os partas, sabendo que reforços se aproximavam, passaram a atacar incessantemente os romanos até que Peto enviou uma carta a Vologases pedindo os termos da rendição. O tratado subsequente foi humilhante: os romanos não apenas deveriam desistir da Armênia e render todas as fortalezas que ainda mantinham como deveriam também concordar em construir uma ponte sobre o vizinho rio Arsânias para que Vologases pudesse cruzar em triunfo montado num elefante. Para completar, o exército romano foi saqueado pelos armênios, que levaram até mesmo as roupas e armas romanas sem resistência. Para piorar, Tácito relata rumores de que eles foram obrigados a passar debaixo de uma canga, a humilhação máxima aos olhos romanos;
As duas forças romanas se encontraram nas margens do Eufrates, perto de Melitene, em meio a cenas de tristeza mútua. Enquanto Córbulo lamentava a reversão de todas as suas conquistas, Peto tentava convencê-lo a tentar reverter a situação invadindo novamente a Armênia. Córbulo recusou, alegando que não tinha autoridade para fazê-lo e que, ainda que tivesse, seu exército estava fraco demais para uma campanha efetiva. No fim, Peto se retirou para a Capadócia e Córbulo, para a Síria, onde recebeu emissários de Vologases exigindo que ele evacuasse seu posto avançado no Eufrates. Córbulo, por sua vez, exigiu que os partas deixassem a Armênia. Vologases concordou e ambos os lados retiraram suas forças, deixando a Armênia uma vez mais sem um controle externo, mas sob a influência de facto dos partas até que uma delegação parta chegasse a Roma.

## Retorno de Córbulo e acordo de paz

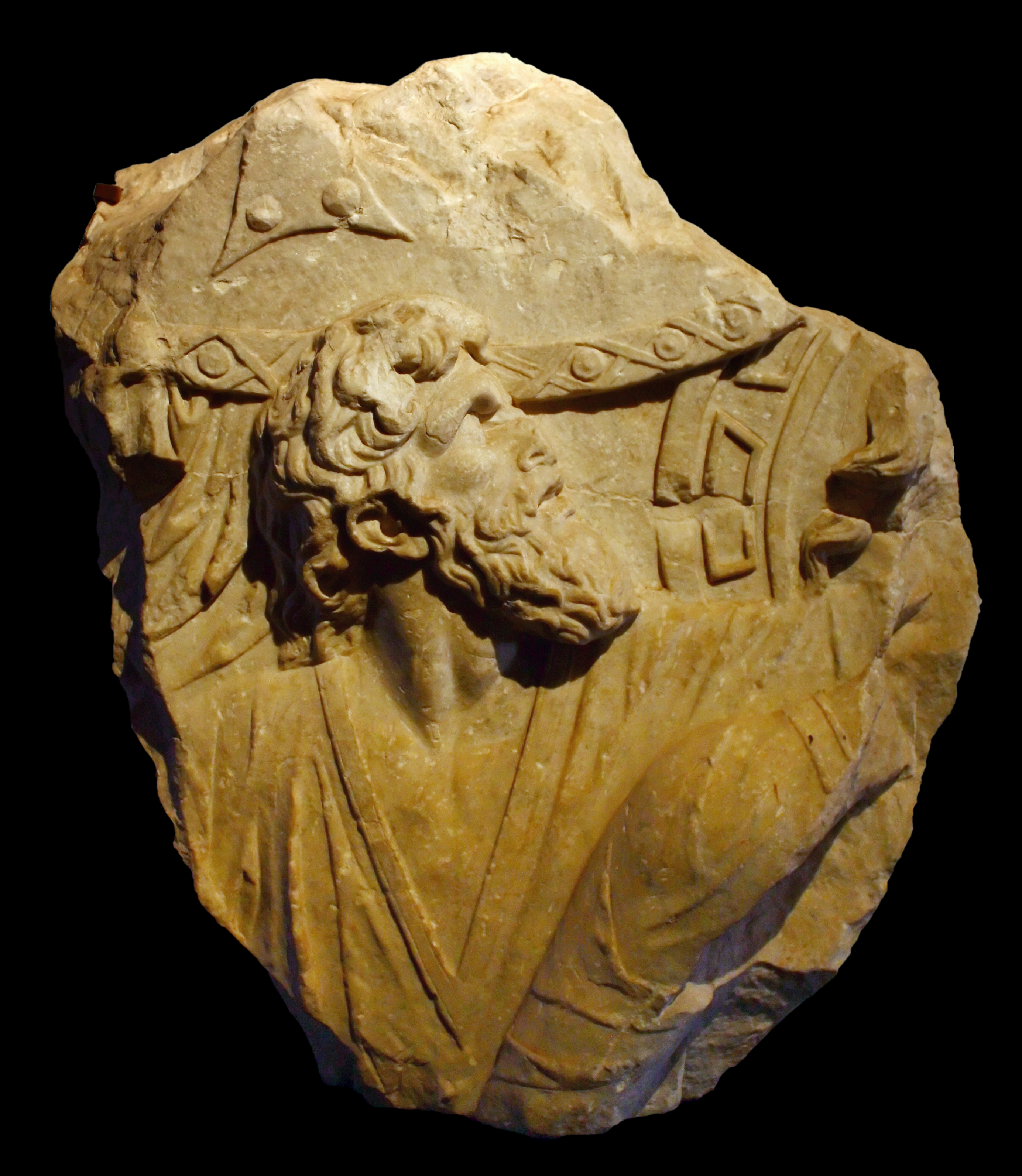
Guerreiro parta num fragmento

Roma, enquanto isso, parece ter ignorado os eventos na Armênia. Tácito relata, de forma ácida, que "troféus pela guerra parta e arcos foram erguidos no centro do monte Capitolino" por um decreto do Senado Romano, mesmo a guerra não estando ainda decidida. Fossem quais fossem as ilusões da liderança romana, elas foram destruídas pela chegada da delegação persa a Roma na primavera de 63. Suas exigências e o subsequente interrogatório do centurião que a acompanhou revelaram a Nero e ao Senado a verdadeira extensão do desastre que Peto havia escondido em suas correspondências. Ainda assim, nas palavras de Tácito, os romanos decidiram "aceitar uma perigosa guerra a uma paz desgraçada"; Peto foi reconvocado e Córbulo foi encarregado novamente da campanha na Armênia, com poderes extraordinários (imperium), que o colocava acima de todos os governadores e reis clientes do oriente. O posto de Córbulo de governador da Síria foi deixado a cargo de Caio Céstio Galo.
Córbulo reorganizou suas forças, recuando as derrotadas e desmoralizadas IV Scythica e XII Fulminata para a Síria, deixou a X Fretensis guardando a Capadócia e liderou suas veteranas III Gallica e VI Ferrata até Melitene, onde o exército invasor se reuniu. A ele se juntou ainda a V Macedonica, que esteve no Ponto no ano anterior e não foi manchada pela derrota, a XV Apollinaris, numerosas unidades auxiliares e diversos contingentes enviados pelos reis clientes.
Depois que seu exército cruzou o Eufrates, seguindo uma rota aberta por Lúculo mais de um século antes, Córbulo enviou emissários a Tirídates e Vologases. Com a aproximação de uma força tão poderosa e cientes da habilidade de Córbulo como general, os dois reis arsácidas estavam ansiosos para negociar. De fato, Córbulo, sem dúvida sob ordens diretas de Nero, reiterou a antiga posição romana: se Tirídates aceitasse sua coroa de Roma, a guerra poderia ser evitada. Tirídates prontamente aceitou negociar em Randeia, o cenário da humilhante derrota romana, foi o lugar escolhido. Para os armênios, o local tinha por objetivo lembrar aos romanos sua força; para Córbulo, era importante para expurgar a desgraça anterior, seja pela paz ou pela guerra. Uma vez no local, Córbulo colocou o filho de Peto, que servia sob seu comando como legado, no comando de um grupo que tinha a missão de juntar os restos dos soldados romanos e assegurar que receberiam um sepultamento apropriado. No dia combinado, tanto Tirídates quanto Córbulo, cada um acompanhado por 20 cavaleiros, se encontraram entre os dois acampamentos. Tirídates concordou em viajar até Roma para buscar a confirmação de sua coroa por Nero. Como sinal do acordo, ambos os exércitos, dias depois, com os dois exércitos foram perfilados com o uniforme de gala completo. Tirídates então se aproximou do acampamento romano, onde uma estátua de Nero havia sido erguida numa plataforma elevada e colocou seu diadema real aos seus pés como sinal de submissão.

## Consequências

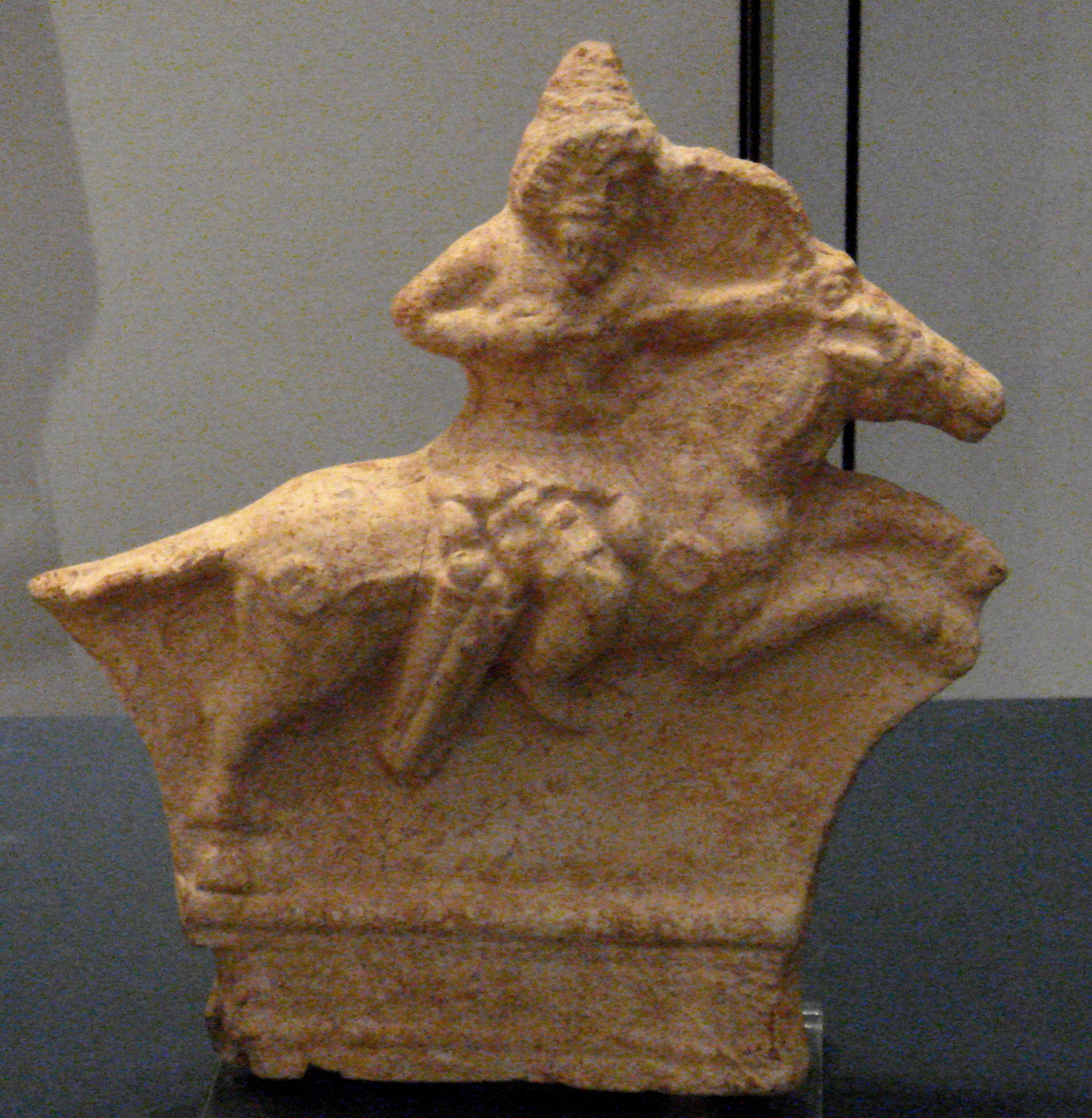
Relevo de um arqueiro montado parta. Habilidosos e rápidos, eles eram a espinha dorsal do exército parta. Combinados com a pesada cavalaria catafractária, eram uma força muito efetiva. Esta combinação já havia mostrado seu valor ao aniquilar um exército romano na Batalha de Carras.

Em 66, Tirídates visitou Roma para receber sua coroa e foi luxuosamente recebido por Nero, que aproveitou a ocasião para aumentar sua popularidade. Ele ordenou que as portas do Templo de Jano fossem fechadas, um sinal de que havia paz por todo o Império Romano.
O imperador celebrou esta paz como uma grande conquista: ele foi aclamado como imperator e realizou um triunfo, mesmo sem ter conquistado nenhum território novo e mesmo que a sua paz não fosse mais do que o reflexo de uma solução de compromisso. Pois, embora Roma tenha prevalecido militarmente sobre a Armênia, politicamente não havia alternativa válida à candidatura arsácida para o trono armênio. A Armênia seria, daí em diante, reinada por uma dinastia iraniana e, apesar de sua lealdade nominal a Roma, cairia cada vez mais sob a influência parta. No julgamento das gerações posteriores, "Nero perdeu a Armênia" e, embora a paz em Randeia tenha de fato dado início a um período de relações relativamente pacíficas que duraria pelo menos cinquenta anos, a Armênia continuou a ser o pomo da discórdia entre romanos, partas e seus sucessores sassânidas. No curto prazo, porém, a paz assegurada por Nero foi mantida por ambos os lados, mesmo quando a maior parte das forças romanas no oriente estavam envolvidas na Grande Revolta Judaica.
Quanto a Córbulo, ele foi homenageado por nero como aquele que propiciou seu "triunfo", mas sua popularidade e influência no exército fizeram dele um rival potencial. Junto com o envolvimento de seu genro, Lúcio Ânio Viniciano, num fracassado complô contra Nero em 66, Córbulo tornou-se suspeito para o imperador. No ano seguinte, enquanto viajava pela Grécia, Nero ordenou que ele fosse executado; ao saber disto, Córbulo se suicidou.
A guerra também demonstrou aos romanos que o sistema defensivo no oriente, implantado por Augusto, não era mais adequado. Assim, os anos seguintes testemunharam uma grande reorganização do oriente romano: os reinos clientes do Ponto e Cólquida (64), Cilícia, Comagena e Armênia Menor (72) foram transformados em províncias romanas, o número de legiões na região aumentou e a presença romana nos estados clientes da Ibéria e Albânia foi reforçada com o objetivo explícito de circundar a Armênia. O controle romano direto se estendeu por todo o trajeto do Eufrates, inaugurando a Fronteira do Oriente que sobreviveria até as conquistas muçulmanas do século VII.